# Schloss Sallegg

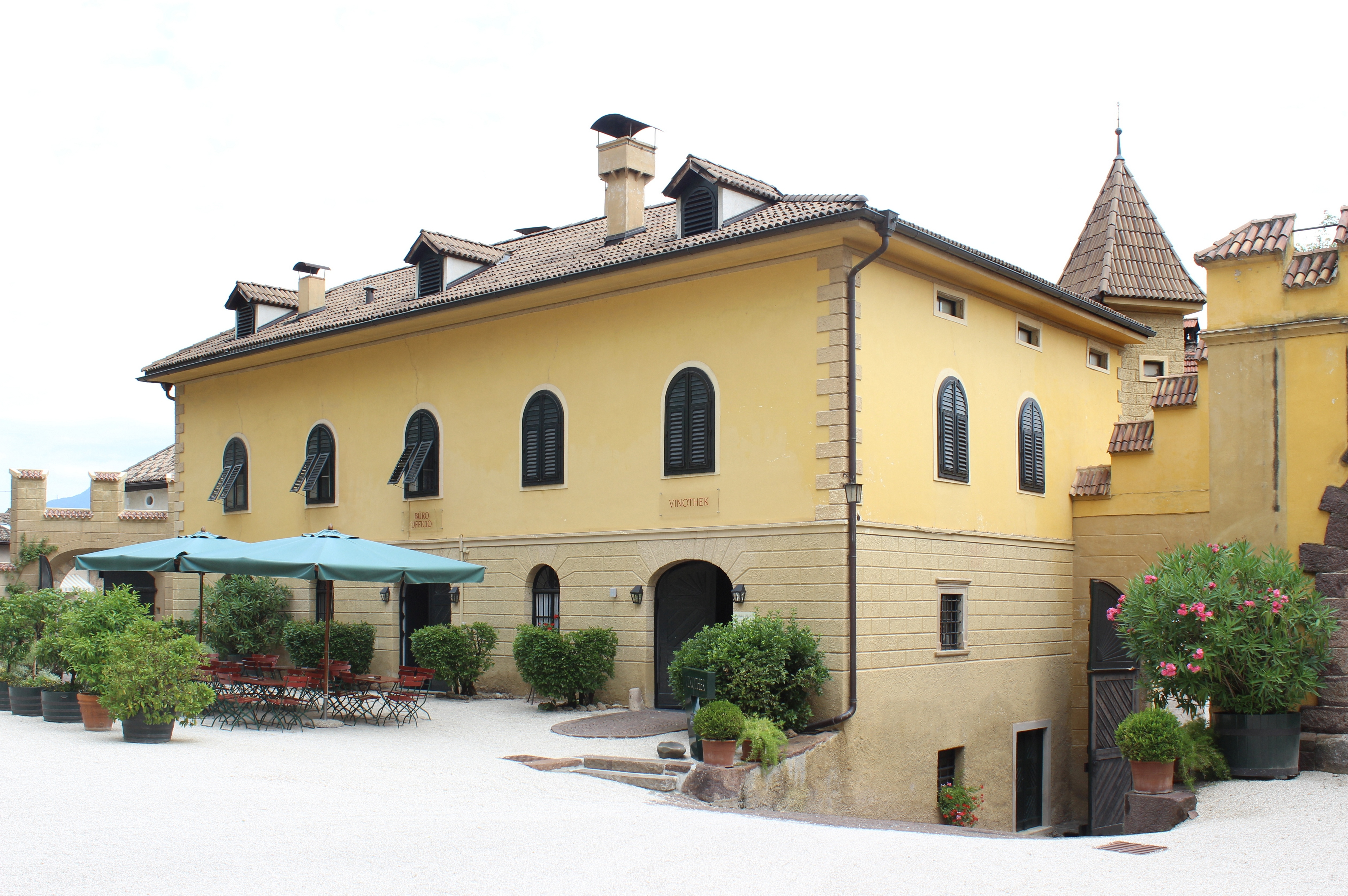
Schloss Sallegg

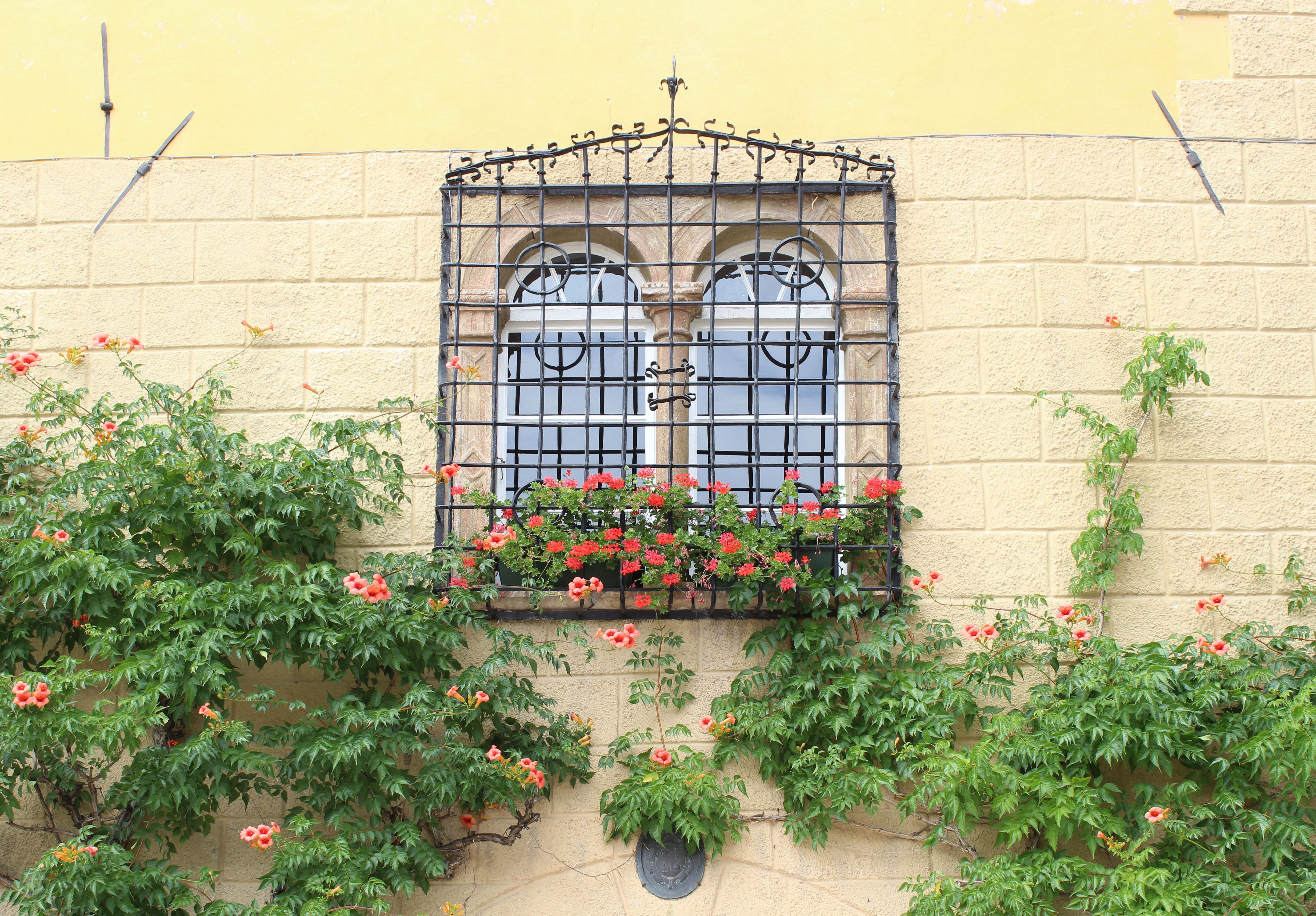
Rundbogenfenster

Schloss Sallegg, auch Castel Sallegg, ist ein alter Ansitz in Mitterdorf, einem Ortsteil der Gemeinde Kaltern in Südtirol.

## Geschichte
Als erste Bewohner erscheinen bis in das 16. Jahrhundert die Herren von Sall, auf die sich auch der spätere Name Sallegg bezieht. Der heutige nördliche Gebäudetrakt entstand zu Beginn des 17. Jahrhunderts auf Initiative der Sepp von Seppenburg, die den Namen Sallegg als Prädikat führten und das Anwesen um 1800 an die Unterrichter von Rechtenthal verkauften. 1851 erwarb ihn Erzherzog Rainer von Österreich (1783–1853) von den Unterrichter. Nächster Besitzer war dessen Sohn Erzherzog Heinrich von Österreich (1828–1891). Den südlichen Gebäudetrakt ließ des letzteren Tochter Maria Raineria (1872–1936), geb. Gräfin von Waideck, verheiratete Lucchesi Palli, Fürstin von Campofranco, zu Beginn des 20. Jahrhunderts nach Plänen des Wiener Architekten Anton Weber errichten. Auf dem Erbweg gelangte das Schloss schließlich an die Grafen von Kuenburg, deren Nachkommen Sallegg noch heute bewohnen und dort ein Weingut mit einer hauseigenen Kellerei betreiben.